# Donji Tavankut
Donji Tavankut ou Tavankut (en serbe cyrillique : Доњи Таванкут ou Таванкут ; en croate : Donji Tavankut ; en hongrois : Alsó-Tavankút) est une localité de Serbie située dans la province autonome de Voïvodine et sur le territoire de la Ville de Subotica, district de Bačka septentrionale. Au recensement de 2011, elle comptait 2 309 habitants.
Officiellement classé parmi les villages de Serbie, Tavankut comprend plusieurs communutés (kraj) relativement séparées, comme Čikerija (ou Čekerija), Sajc (ou Nemirna ravnica), Vuković Kraj, Marinkić Kraj, Zlatni Kraj, Skenderovo, Dikanovac, Kaponja (ou Kapunja).
La ville possède deux gares (Donji Tavankut et Skenderovo) sur la ligne ferroviaire qui mène de Subotica à Sombor (et à Bezdan, Apatin ou Erdut). 
Tavankut était autrefois réputé pour sa production de vin. Cependant la ville s'est récemment convertie dans la culture des pommes.

## Démographie

### Évolution historique de la population
| 1948  | 1953  | 1961  | 1971  | 1981  | 1991  | 2002  | 2011  |
| ----- | ----- | ----- | ----- | ----- | ----- | ----- | ----- |
| 3 553 | 3 636 | 3 379 | 3 042 | 2 719 | 2 710 | 2 631 | 2 309 |

|  |